# Pinicola
Pinicola (haakbekken) is een geslacht van zangvogels uit de vinkachtigen (Fringillidae). 

## Soorten
Het geslacht kent één soort: 
- Pinicola enucleator – Haakbek

De himalayahaakbek  (P. subhimachalus) sinds 2013 ondergebracht in het geslacht Carpodacus.